# Kingsbury (Warwickshire)
Kingsbury es una parroquia civil y un pueblo del distrito de North Warwickshire, en el condado de Warwickshire (Inglaterra).

## Geografía
Según la Oficina Nacional de Estadística británica, Kingsbury tiene una superficie de 27,56 km².

## Demografía
Según el censo de 2001, Kingsbury tenía 7523 habitantes (49,77% varones, 50,23% mujeres) y una densidad de población de 272,97 hab/km². El 20,46% eran menores de 16 años, el 74,15% tenían entre 16 y 74, y el 5,4% eran mayores de 74. La media de edad era de 38,09 años. Del total de habitantes con 16 o más años, el 25,3% estaban solteros, el 60,41% casados, y el 14,29% divorciados o viudos.
El 97,99% de los habitantes eran originarios del Reino Unido. El resto de países europeos englobaban al 1,01% de la población, mientras que el 1% había nacido en cualquier otro lugar. Según su grupo étnico, el 98,75% eran blancos, el 0,48% mestizos, el 0,37% asiáticos, el 0,25% negros y el 0,15% de cualquier otro salvo chinos. El cristianismo era profesado por el 80,15%, el budismo por el 0,05%, el hinduismo por el 0,16%, el judaísmo por el 0%, el islam por el 0,19%, el sijismo por el 0,15% y cualquier otra religión por el 0,11%. El 12,19% no eran religiosos y el 7,01% no marcaron ninguna opción en el censo.
Había 2966 hogares con residentes, 63 vacíos, y 10 eran alojamientos vacacionales o segundas residencias.